# Houdan (Yvelines)
Houdan ist eine französische Gemeinde mit 3716 Einwohnern (Stand 1. Januar 2022) im Département Yvelines in der Region Île-de-France. Sie gehört zum Arrondissement Mantes-la-Jolie und zum Kanton Bonnières-sur-Seine. Der Ort liegt etwa 25 Kilometer südwestlich von Mantes-la-Jolie am Ufer der Vesgre. Die Einwohner werden Houdanais genannt.

## Nachbargemeinden
Gressey im Norden, Maulette und Richebourg im Osten.

## Geschichte
Die alte Schreibweise des Ortsnamens ist Hosdench. Houdan gehörte ab dem 10. Jahrhundert den Herren von Montfort und damit später den Herzögen von Bretagne, kam somit durch die Heirat von Anne de Bretagne und Ludwig XII. in die Domaine royal. Ludwig XV. trat Houdan an das Haus Albert ab und erhielt dafür Gelände in der Nähe des Parks von Versailles.
| Bevölkerungsentwicklung | Bevölkerungsentwicklung | Bevölkerungsentwicklung | Bevölkerungsentwicklung | Bevölkerungsentwicklung | Bevölkerungsentwicklung | Bevölkerungsentwicklung | Bevölkerungsentwicklung |
| ----------------------- | ----------------------- | ----------------------- | ----------------------- | ----------------------- | ----------------------- | ----------------------- | ----------------------- |
| Jahr                    | 1962                    | 1968                    | 1975                    | 1982                    | 1990                    | 1999                    | 2009                    |
| Einwohner               | 2325                    | 2409                    | 2873                    | 2973                    | 2912                    | 3112                    | 3333                    |

## Sehenswürdigkeiten
Siehe auch: Liste der Monuments historiques in Houdan
- Kirche St-Jacques-le-Majeur-St-Christophe (15./16. Jahrhundert) mit der ältesten noch funktionierenden Orgel in der Île-de-France (1734), seit 1840 als Monument historique eingetragen
- Donjon als Rest der alten Befestigungsanlagen, die Amaury III. von Montfort im 12. Jahrhundert errichten ließ

## Persönlichkeiten
- Louis-Alexandre Clicquot (1684–1760), Erbauer der Orgel in der Kirche Saint-Jacques-Saint-Christophe

## Städtepartnerschaften
Städtepartner von Houdan sind:
- Groß Schneen, heute zu Friedland gehörend, Deutschland
- Pangbourne, Grafschaft Berkishere, England
- Baïla, Senegal

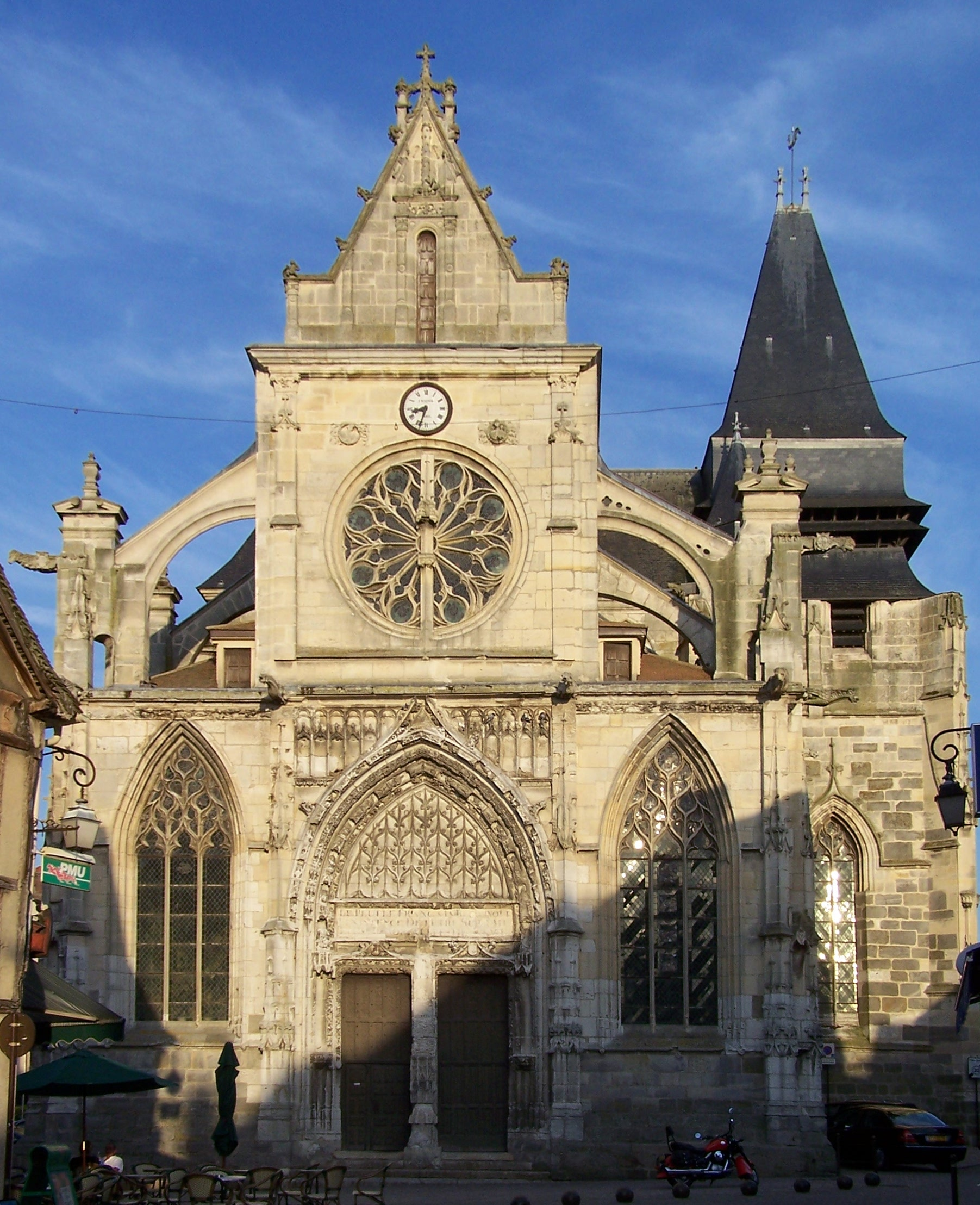
Kirche Saint-Jacques et Saint-Christophe
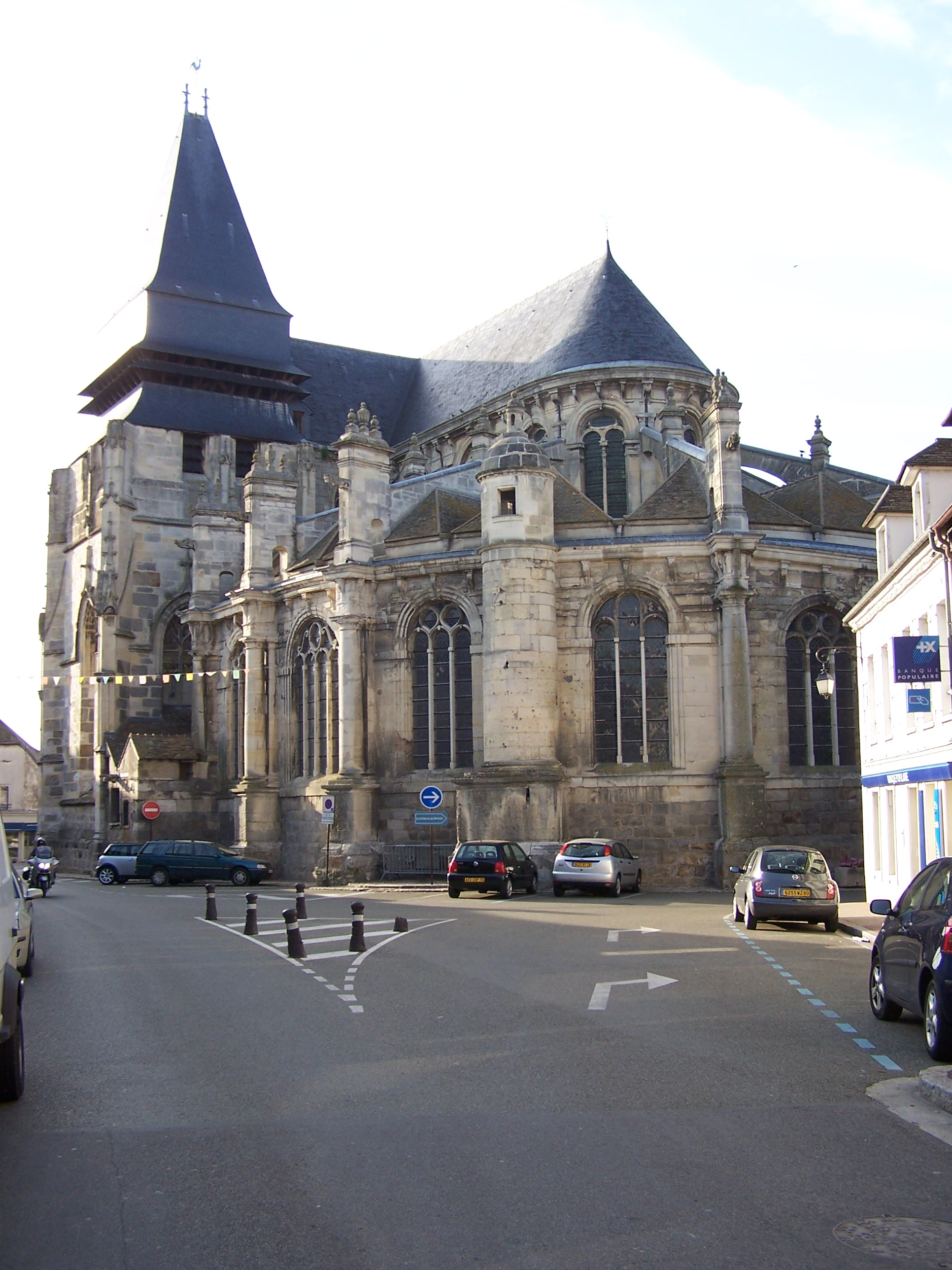
Chor der Kirche Saint-Jacques et Saint-Christophe
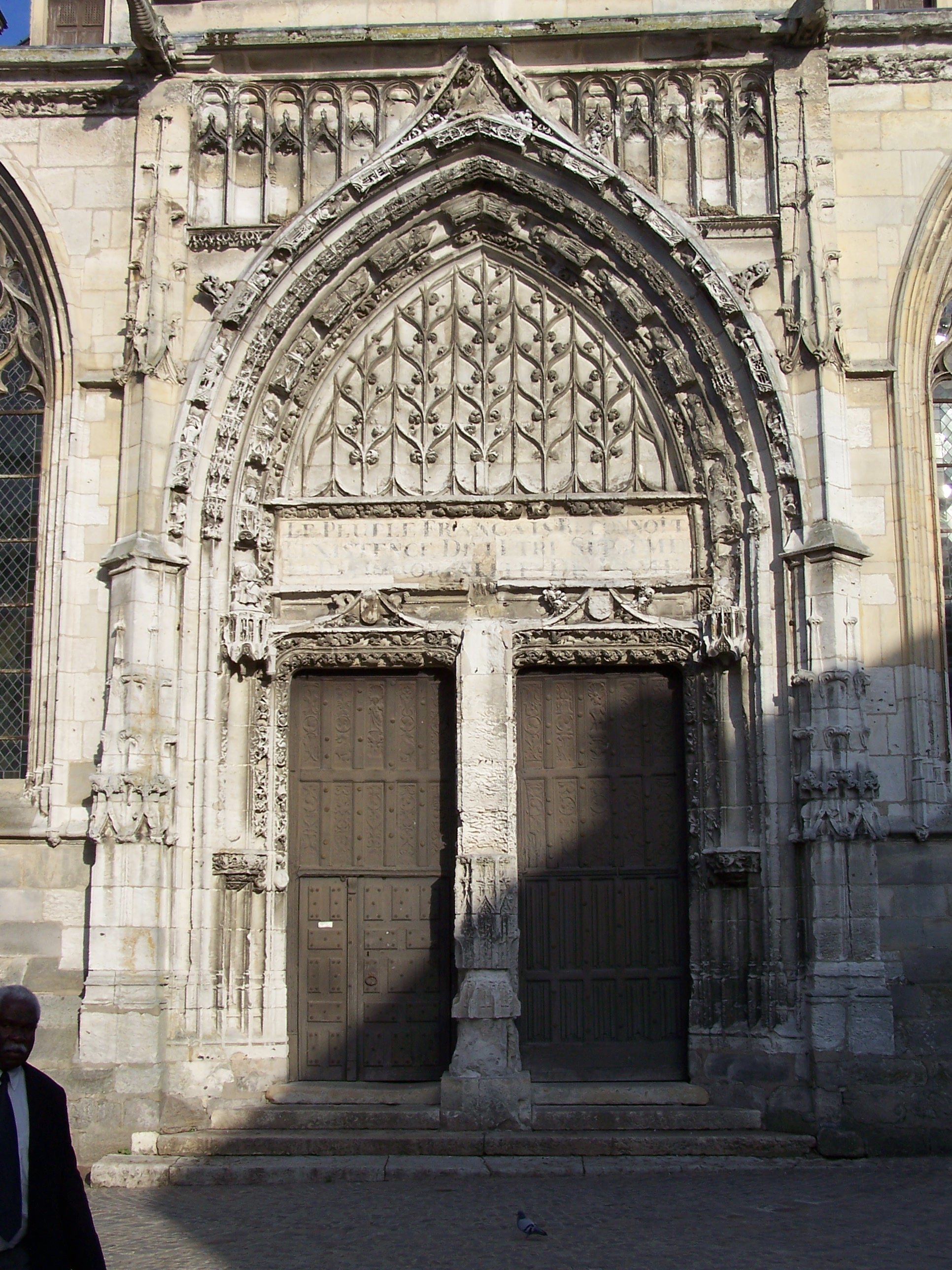
Eingang zur Kirche
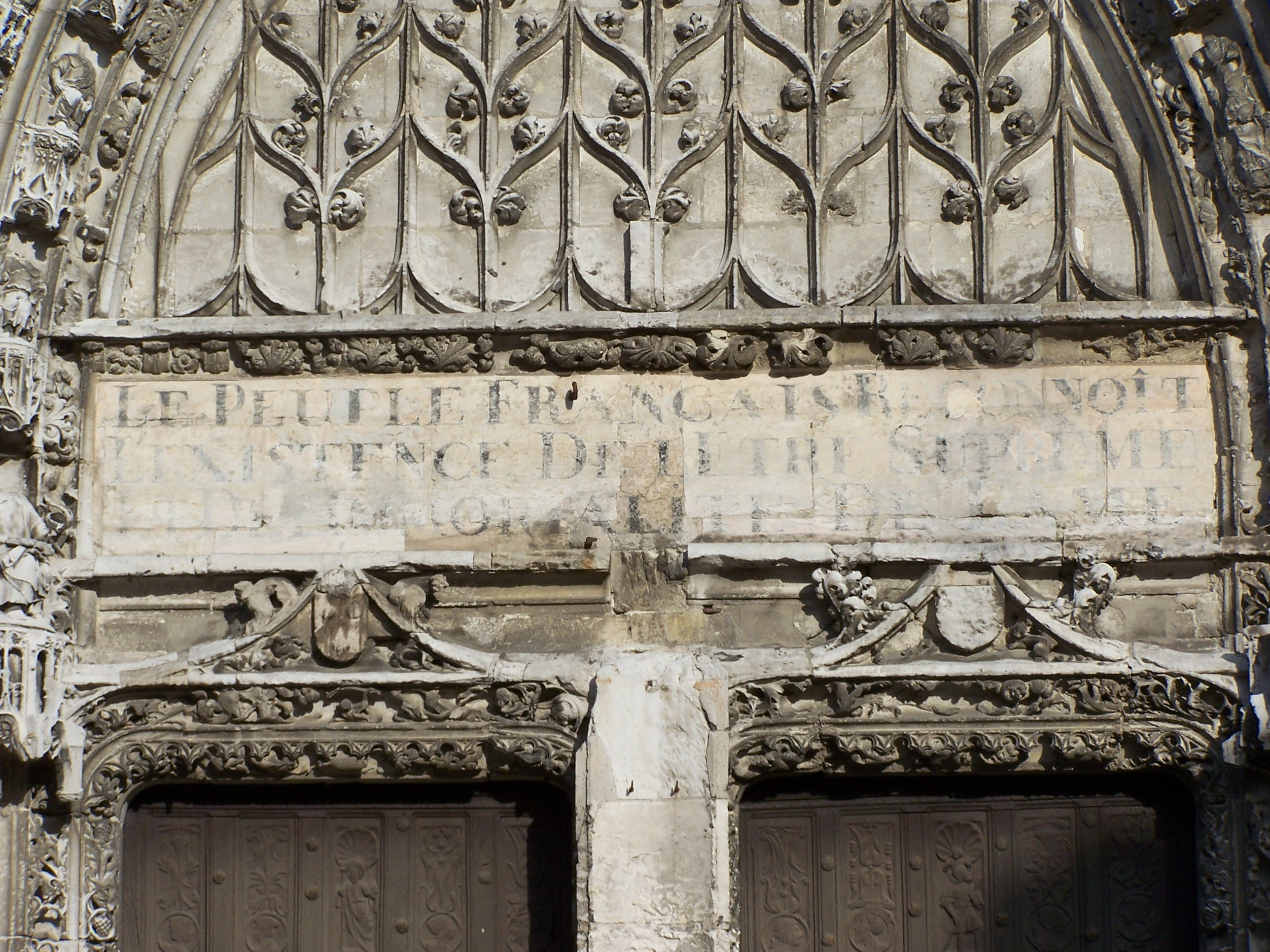
Frontispiz der Kirche Saint-Jacques et Saint-Christophe
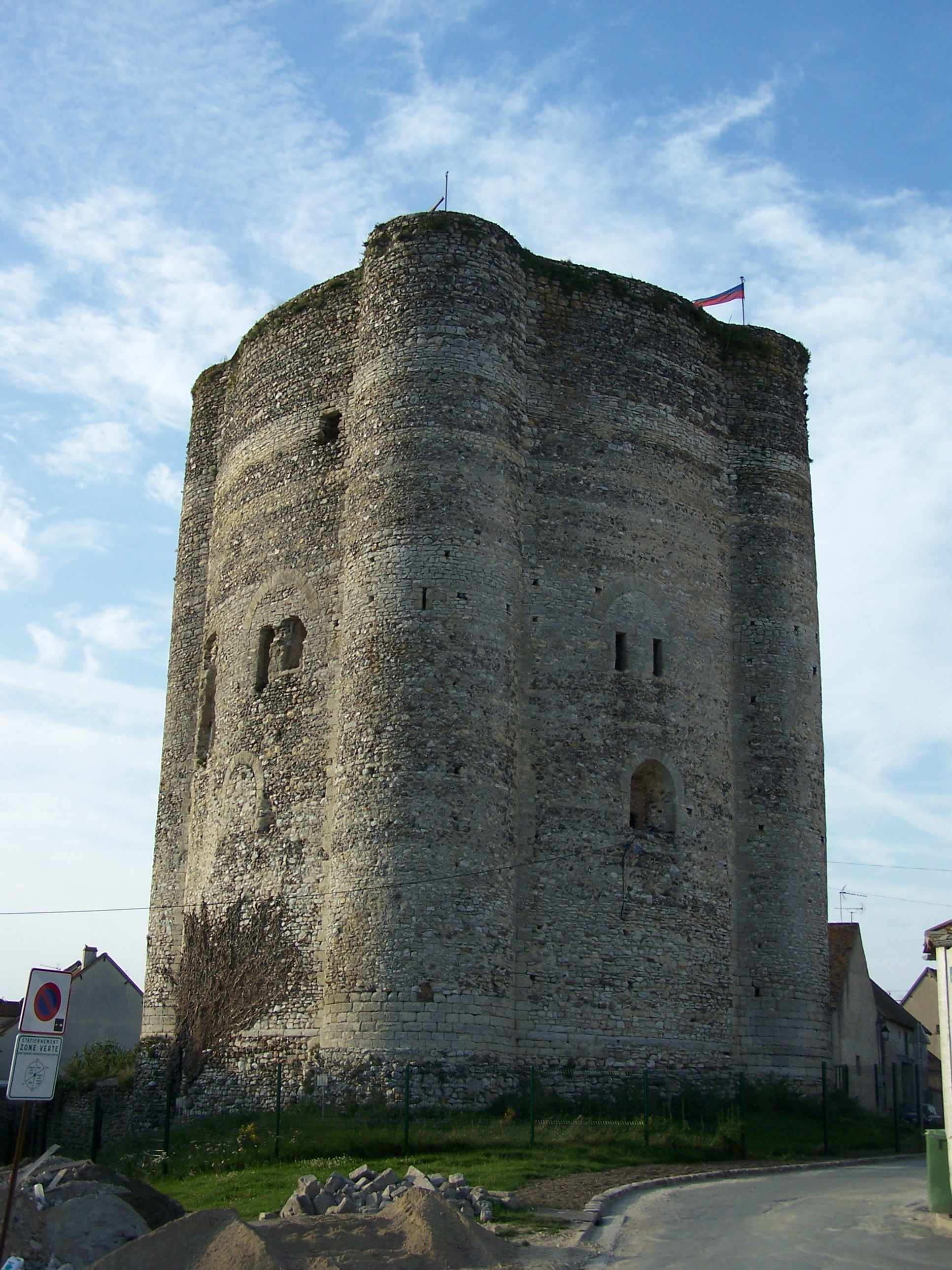
Donjon
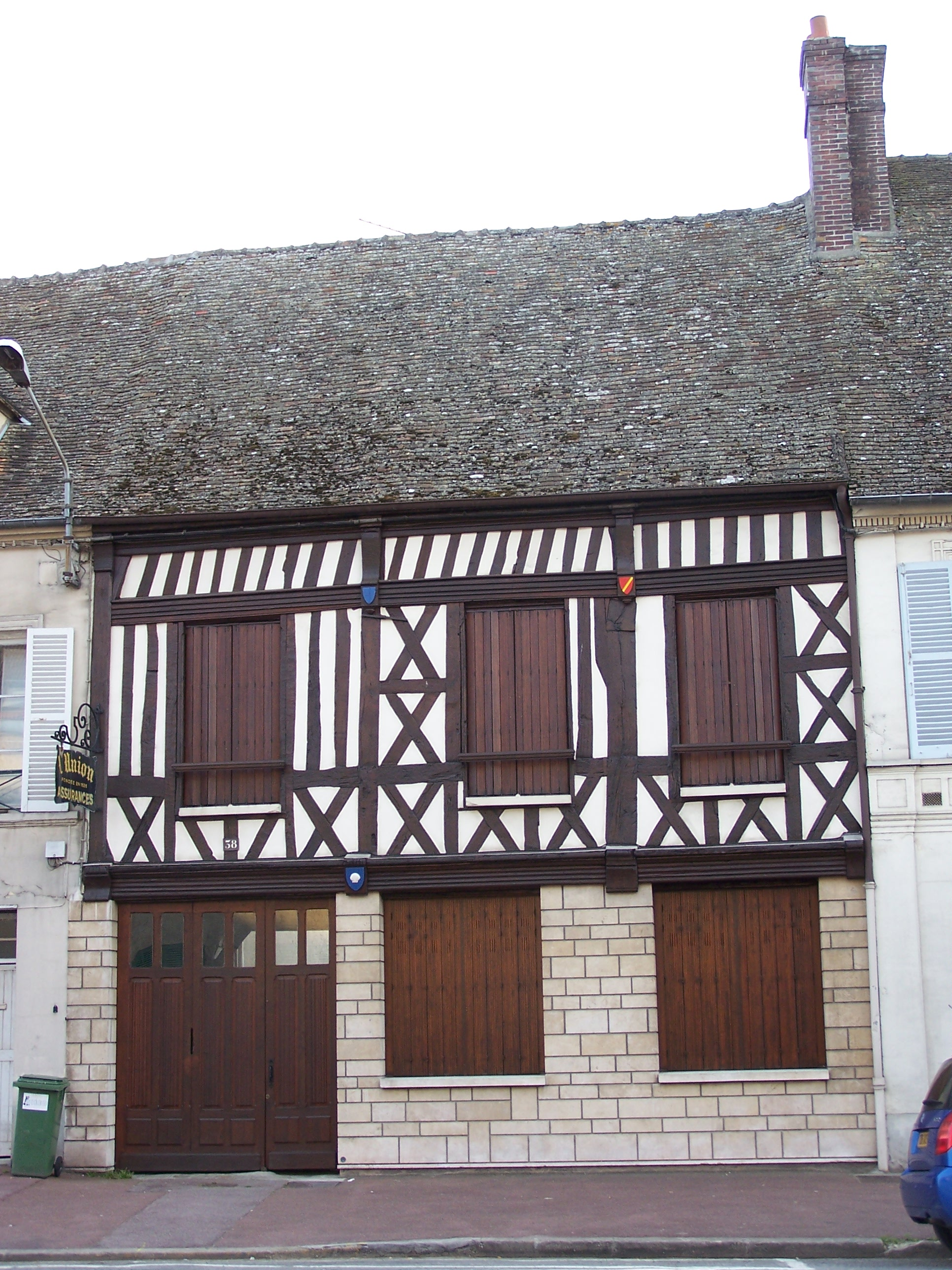
Fachwerkhaus in der Rue d’Épernon, vielleicht eine ehemalige Pilgerherberge auf dem Jakobsweg

## Nachweise
1. ↑   Houdan – Jumelage (Memento des Originals vom 24. Februar 2014 im Internet Archive)  Info: Der Archivlink wurde automatisch eingesetzt und noch nicht geprüft. Bitte prüfe Original- und Archivlink gemäß Anleitung und entferne dann diesen Hinweis.